# 祐川县
祐川县，中国古县名。
唐朝先天元年（712年），避玄宗李隆基名讳，以基城县改名，治所在今甘肃省宕昌县西北。属岷州。上元二年（761年）地入吐蕃。北宋崇宁三年（1104年）复置。南宋属西和州，元朝时废。